# Tonner Doll Company
Tonner Doll Company est une entreprise américaine spécialisée dans la fabrication de poupées de collection haut de gamme. Fondée en 1991 par Robert Tonner (en) et basée à Kingston, dans l'État de New York, elle est connue pour ses poupées mannequins, ses poupées de personnages de films et de séries télévisées, ainsi que pour ses poupées de collection inspirées de personnages de la culture populaire. En 2002, le rachat de la société américaine Effanbee Doll Company lui permet d'obtenir notamment les licences des poupées Brenda Starr et Patsy. Tonner Doll Company cesse son activité en décembre 2018.
Les poupées Tonner sont appréciées pour leur qualité de fabrication, leur attention aux détails et leur esthétique soignée.

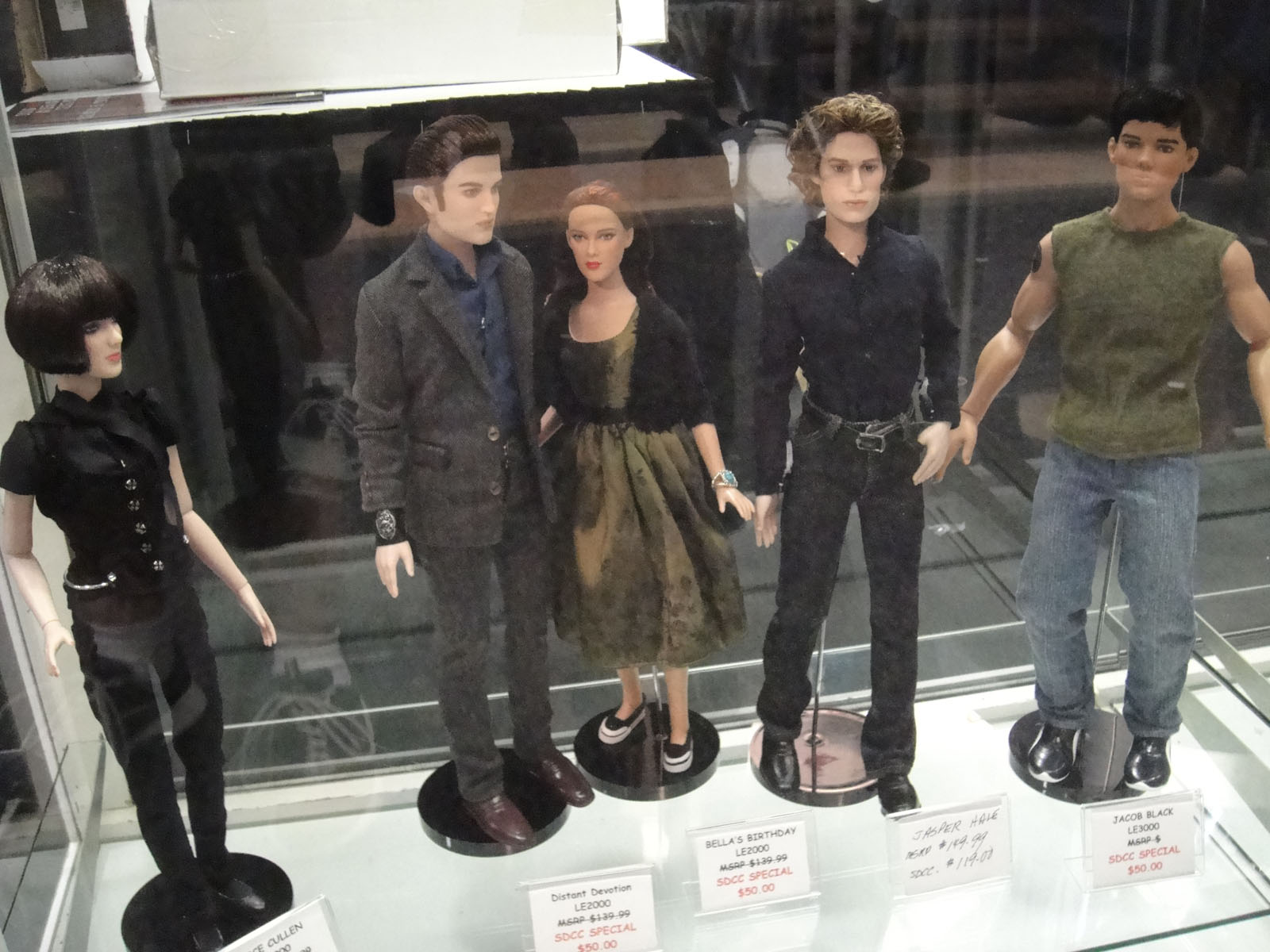
Poupées Tonner Doll des films Twilight.